# Lekkoatletyka na Światowych Wojskowych Igrzyskach Sportowych 2011 – sztafeta 4 × 400 m kobiet
Sztafeta 4 × 400 metrów kobiet – jedna z lekkoatletycznych konkurencji biegowych, drużynowych rozegranych w dniu 21 lipca 2011 roku podczas 5. Światowych Wojskowych Igrzyskach Sportowych na stadionie Estádio Engenhão w Rio de Janeiro.

## Terminarz
| Data          | Godzina (UTC-03:00) | Wydarzenie |
| ------------- | ------------------- | ---------- |
| 21 lipca 2011 | 19:05               | Finał      |

## Rekordy
Tabela prezentuje rekord świata  przed rozpoczęciem mistrzostw.
|               | Zawodnik                                                                 | Wynik   | Miejsce | Data                     |
| ------------- | ------------------------------------------------------------------------ | ------- | ------- | ------------------------ |
| Rekord świata | ZSRR · (Tatjana Ledowska, Olga Nazarowa, Marija Pinigina, Olha Bryzhina) | 3:15,17 | Seul    | 1 października 1988(dts) |

## Medaliści
| Złoto                                                                            | Srebro                                                                          | Brąz                                                                                      |
| Brazylia · Vanda Gomes · Christiane dos Santos · Geisa Coutinho · Jailma de Lima | Dominikana · Raysa Sánchez · Margarita Manzueta · Marleny Mejía · Yolanda Osana | Sri Lanka · Menaka Wickramasinghe · Champika Dilrukshi · Sva Kusumawathi · Rmcs Rasnayake |

## Finał
| Pozycja | Tor | Państwo    | Zawodnicy                                                                  | Czas    | Uwagi |
| ------- | --- | ---------- | -------------------------------------------------------------------------- | ------- | ----- |
| 01 !    | 7   | Brazylia   | Vanda Gomes, Christiane dos Santos, Geisa Coutinho, Jailma de Lima         | 3:32.42 | CR    |
| 02 !    | 5   | Dominikana | Raysa Sánchez, Margarita Manzueta, Marleny Mejía, Yolanda Osana            | 3:38.75 |       |
| 03 !    | 3   | Sri Lanka  | Menaka Wickramasinghe, Champika Dilrukshi, Sva Kusumawathi, Rmcs Rasnayake | 3:44.32 |       |
| 4       | 8   | Wenezuela  | Prisciliana Chourio, Nancy Garces, Letzabet Hidalgo, Wilmary Álvarez       | 3:46.30 |       |
| -       | 6   | Kazachstan |                                                                            | DNS     |       |
| -       | 5   | Kenia      |                                                                            | DNS     |       |